# Corneille Heymans
Corneille Heymans tên đầy đủ là Corneille Jean François Heymans (28.3.1892, Ghent, Flanders – 18.7.1968, Knokke, Flanders) là một nhà sinh lý học người Bỉ, đã đoạt giải Nobel Sinh lý và Y khoa năm 1938 cho công trình nghiên cứu chỉ ra cho biết cách mà huyết áp và dung lượng oxy của máu được cơ thể đo lường và truyền lên não như thế nào.
Ông theo học trường Jesuit College of Sainte Barbe danh tiếng, sau đó học ở Đại học Ghent. Ông kế thừa người cha - Jean-François Heymans – làm giáo sư khoa dược lý học tại Đại học Ghent.
Heymans kết hôn với Berthe May - một bác sĩ nhãn khoa – năm 1929. Họ có bốn người con. Ông từ trần ngày 18.7.1968 ở Knokke do một cơn đột quị.

## Giải thưởng & Vinh dự
- Hố Heymans trên Mặt Trăng được đặt theo tên ông
- giải Nobel Sinh lý và Y khoa (1938)